# Wakułenczuk
Wakułenczuk (ukr. Вакуленчук; od 1952 do 1982 Wełyki Korowynci-2) – osiedle typu miejskiego na Ukrainie w rejonie cudnowskim obwodu żytomierskiego.

## Historia
W 1989 liczyło 2393 mieszkańców.
W 2013 liczyło 2039 mieszkańców.